# 1932-es magyar vívóbajnokság
Az 1932-es magyar vívóbajnokság a huszonnyolcadik magyar bajnokság volt. A férfi tőrbajnokságot február 14-én rendezték meg Budapesten, a BBTE tornacsarnokában, a párbajtőrbajnokságot május 29-én Budapesten, a MAC margitszigeti pályáján, a kardbajnokságot április 24-én Budapesten, a Műegyetemen, a női tőrbajnokságot pedig április 17-én Budapesten, a BEAC Semmelweis utcai vívótermében.

## Eredmények
| Versenyszám          | Arany                        | Arany | Ezüst                              | Ezüst | Bronz                           | Bronz |
| -------------------- | ---------------------------- | ----- | ---------------------------------- | ----- | ------------------------------- | ----- |
| Férfi tőrvívás       | Hatz Ottó Honvéd Tiszti VC   |       | Hatz József MAC                    |       | Borovszky Jenő Honvéd Tiszti VC |       |
| Férfi párbajtőrvívás | Timár Gyula Honvéd Tiszti VC |       | Kalniczky Gusztáv Honvéd Tiszti VC |       | Piller György MAC               |       |
| Férfi kardvívás      | Piller György MAC            |       | Kabos Endre Tisza István VC        |       | Nagy Ernő MAC                   |       |
| Női tőrvívás         | Bogen Erna BEAC              |       | Dany Margit MAC                    |       | Horváth Katalin Santelli iskola |       |